# Kyrtill

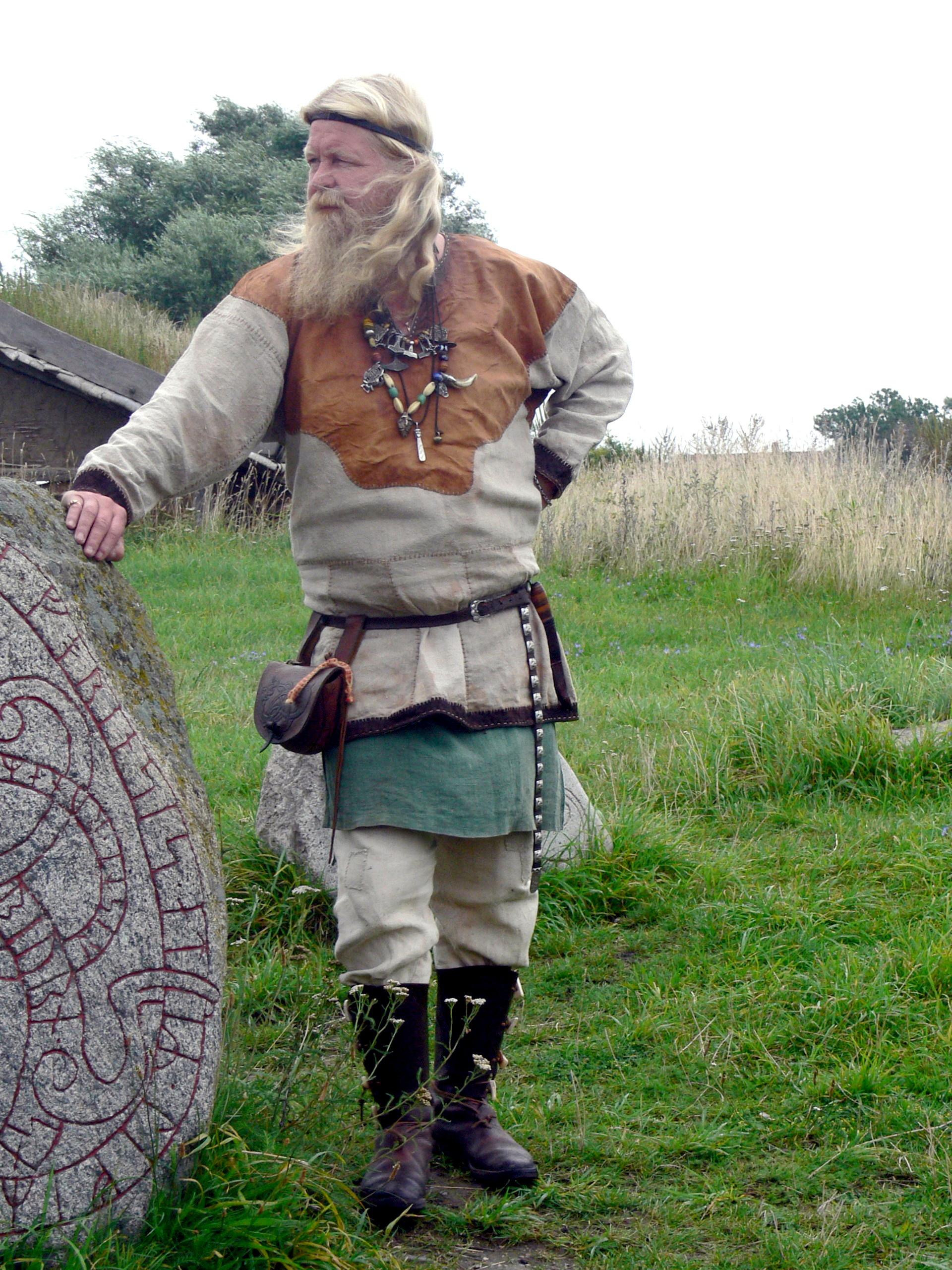
Vichingo con kyrtill bicolore indossato sopra la sottoveste verde - rievocazione storica.

Il Kyrtill (en. kirtle) era l'indumento più comune utilizzato dai germani settentrionali (vichinghi, goti, angli, sassoni, franchi, ecc.) di sesso maschile durante la c.d. Età del ferro germanica. Si trattava di un soprabito in lana con maniche lunghe fin sotto il polso, apertura a "buco della serratura" per il collo, aderente intorno al tronco e larga sui fianchi, terminante cioè in una sorta di gonnella. Veniva indossato dalla testa e poteva disporre di uno o più bottoni per la parte terminale della scollatura. Il kyrtill non disponeva di passanti per la cintura.
Il Kyrtill è oggi un indumento femminile nel costume nazionale islandese (Þjóðbúningurinn).

## Storia
Pochissimi esemplari di abiti germanici-settentrionali  sono sopravvissuti sino alla nostra epoca. La ricostruzione del vestiario utilizzato dagli scandinavi durante la c.d. epoca vichinga si basa primariamente sulle fonti scritte del periodo e sulla contestuale iconografia. Il soprabito "kyrtill" è ben testimoniato dalle saghe norrene che lo presentano, inoltre, come un indumento colorato, oggetto cioè di una procedura di abbellimento durante la fabbricazione. In quanto indumento a vista, è infatti più che probabile ipotizzare che i germani di classe benestante (es. goðar e jarl vichinghi) lo volessero quanto più sfarzoso possibile: appariscente nei colori ed eventualmente impreziosito da ricami sull'apertura del collo. Gli scandinavi più ricchi tendevano poi, con buona probabilità, a possedere più di un kyrtill: nella "Laxdœla saga" islandese (ch. 87) è riportato che l'eroe Valla-Ljótr vestiva un kyrtill nero quando scendeva in battaglia armato di clava ed un kyrtill blu quando invece brandiva la scure; il medesimo, nella Valla-Ljóts saga (ch. 1), usava invece un kyrtill marrone quando combatteva con la sua ascia lunga. Kyrtill di vari colori sono poi citati in vari corredi dei Testamenta Eboracensia.
Nel corso del XIX secolo, durante la creazione del c.d. Costume Nazionale Islandese (Þjóðbúningurinn), lo stilista Sigurður Guðmundsson nominò "kyrtill" una tipologia di soprabito femminile di gusto neo-vichingo.

### Fonti
- Laxdœla saga
- Valla-Ljóts saga

### Studi
- Ewing, Thor (2006), Viking Clothing, Tempus.
- Netherton R [e] Owen-Crocker GR [a cura di] (2005) Medieval clothing and textilies : Volume 1., Boydell Press, ISBN 1-84383-123-6.
- Pill C [a cura di] (2015), Guta Lag and Guta Saga : The Law and History of the Gotlanders, Routledge, ISBN 978-1-138-80421-0.
- Short WR (2010), Icelanders in the Viking Age : The People of the Sagas, Mc Farland & Company Inc., ISBN 978-0-7864-4727-5.